# Dueñas
Pour les articles homonymes, voir Dueñas (homonymie).
Dueñas est une commune d’Espagne, dans la province de Palencia, communauté autonome de Castille-et-León.